# Андреевка (Аркадакский район)
Андре́евка — железнодорожная станция Юго-Восточной железной дороги на линии Поворино-Пенза. Входит в Краснознаменского муниципального образования. 

## География
Высота над уровнем моря 146 м.

## История
При станции была расположена паровая мукомольная мельница А.Ф. Семёнова, производительностью по 3 вагона муки в сутки.

## Население
| 2010 |
| ---- |
| 25   |

## Уличная сеть
На станции одна улица: ул. Железнодорожная.